# Петровці (Карсовайське сільське поселення)
Петро́вці (рос. Петровцы) — присілок в Балезінському районі Удмуртії, Росія.

## Населення
Населення — 32 особи (2010; 34 в 2002).
Національний склад станом на 2002 рік:
- росіяни — 68 %
- удмурти — 29 %